# Sojunghwa

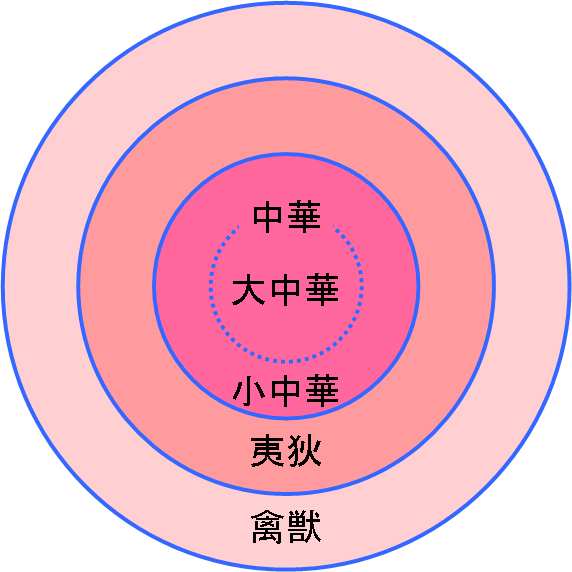

Sojunghwa (소중화, 小中華) signifie « petite Chine » ou « petit sinocentrisme » en coréen. Comme le sinocentrisme, qui est la croyance selon laquelle la Chine est le centre de la civilisation du monde, la Corée, ancien État tributaire de la Chine, pense que la Corée est une petite Chine et un État hautement civilisé. La Corée considère le Japon et les Jurchen comme des barbares (이적, 夷狄) ou des bêtes (금수, 禽獸) selon la distinction Hua-Yi. Après que la dynastie Qing a supplanté la dynastie Ming, des intellectuels coréens ont pensé que les barbares ayant ruiné le centre de la civilisation du monde, la Corée était devenue le successeur de la Chine et le centre du monde,,.

## Source de la traduction
- (en) Cet article est partiellement ou en totalité issu de l’article de Wikipédia en anglais intitulé « Sojunghwa » (voir la liste des auteurs).